# Охотничье (Калининградская область)
Охо́тничье — посёлок в Правдинском районе Калининградской области. Входит в состав Мозырьского сельского поселения.

## Географическое положение
Охотничье расположено в 21 км к северо-востоку от Правдинска. Ближайшие населенные пункты: посёлок Черепаново к северу, посёлок Ново-Бобруйск к югу и посёлок Белый Яр к западу.

## История
До 1945 года Кляйн Ильмсдорф (Klein Ilmsdorf) входил в состав Восточной Пруссии. В Кляйн Ильмсдорфе была лесозаготовка и дом лесничего. Кляйн Ильмсдорф относился к общине Кляйн Нур (ныне Суходолье), входившей в состав сельского района Велау (Wehlau) административного округа Кёнигсберг.
В 1950 году переименован в Охотничье.

## Население
| 2002 | 2010 |
| ---- | ---- |
| 30   | ↘25  |